# Wolffianisme
 (décembre 2014).
Si vous disposez d'ouvrages ou d'articles de référence ou si vous connaissez des sites web de qualité traitant du thème abordé ici, merci de compléter l'article en donnant les références utiles à sa vérifiabilité et en les liant à la section « Notes et références ».
Le wollfianisme (ou leibnizo-wolffianisme) est une doctrine issue de la philosophie de Christian Wolff et un des principaux courants des Lumières allemandes. 
Il est souvent identifié au courant rationaliste des Lumières. Mais cela ne doit pas faire oublier que la philosophie de Christian Wolff est aussi très attachée à l'expérience.

## Définition
Le concept de wolffianisme est problématique en histoire de la philosophie tant dans son unité doctrinale que dans sa délimitation historique. C'est pourquoi il est nécessaire de distinguer différents sens :
- Ce terme désigne à strictement parler la doctrine de Christian Wolff telle qu'elle fut enseignée dans les universités allemandes à partir des années 1720 (Schulphilosophie). Le succès de la philosophie de Wolff en Allemagne au XVIIIe siècle fut considérable. Hegel dit de Wolff qu'il fut « le maître des Allemands »[2].
- L'expression leibniziano-wolffianisme fut inventée par Franz Budde, un adversaire de Wolff, dans ses Bedencken über die Wollfische Philosophie[3]. Elle laisse à penser que la doctrine de Wolff n'est que la reprise, sous une forme systématisée et servile, de la philosophie de Leibniz. Wolff a toujours reconnu sa dette à l'égard de Leibniz, mais il emprunte aussi à d'autres sources (en particulier à Tschirnhaus et à la scolastique tardive). De plus, il se démarque de Leibniz sur plusieurs points. Cette expression de leibniziano-wolffianisme (ou leibnizio-wolffianisme) sera cependant reprise par d'autres auteurs, y compris des disciples de Wolff (par exemple Bilfinger, Hartmann ou Ludovici).

Le wolffianisme désigne par conséquent une école de pensée ou un courant philosophique qui se réclame de la doctrine de Christian Wolff. Ses principaux représentants sont :
- Ludwig Philipp Thümmig (1697-1728)
- Georg Bernhard Bilfinger (1693-1750)
- Johann Christoph Gottsched (1700-1766)
- Friedrich Christian Baumeister (1709-1785)
- Jean Henri Samuel Formey (1711-1797)
- Alexander Gottlieb Baumgarten (1714-1762)
- Georg Friedrich Meier (1718-1777)
- Gottfried Ploucquet  (1716-1790)
- Johann Heinrich Lambert (1728-1777).

Les contradictions internes du système de Wolff ont poussé chacun de ses disciples dans une direction particulière en sorte qu'il est bien difficile, par-delà la volonté commune de fonder le système philosophique sur un petit nombre d'axiomes universels, de trouver une unité ou une homogénéité de pensée. Ce qui caractérise le wolffianisme, c'est d'abord son hétérogénéité problématique.

## Évolution
Après avoir régné dans les universités allemandes, le wolffianisme commença à dégénérer après la mort de Wolff en 1754, ses disciples ne faisant plus que répéter de manière dogmatique l'enseignement du maître ou bien se montrant au contraire de plus en plus infidèles à l'égard de sa pensée. Les critiques de ses adversaires ont fini par saper les fondements du système et par en faire éclater la cohérence. L'abandon du mode de démonstration more geometrico apparait comme un signe manifeste du déclin du wolffianisme. 
Le wolffianisme prend alors la forme d'un éclectisme qui cherche à faire la synthèse des différents courants de l'Aufklärung. « La philosophie éclectique cherche avant tout à ne pas se faire d'ennemis, ni du côté du sens commun, ni du côté de la religion et des vérités officielles. A l'ordre du système, à la simplicité des premiers principes et à la rigueur des démonstrations, aux valeurs du dogmatisme, succèdent l'ordre du vraisemblable, la collection des thèses philosophiques établies, qu'elles soient établies par l'ontologie naturelle, par la physique empirique ou par les églises officielles. Cet éclectisme mérite (...) le qualificatif de post-wolffien ».

## Critique
Le wolffianisme se trouve très rapidement en conflit avec d'autres écoles philosophiques qui lui reprochent de vouloir dissoudre la Révélation chrétienne dans le rationalisme. 
C'est le cas notamment du piétisme et de toute la tradition issue de Christian Thomasius (1655-1728).
Il est cependant incontestable que les adversaires de Wolff, appelés Anti-wolffiens, sont eux-mêmes influencés par sa philosophie. 
Certains, dont Darjes, ont été parfois dans leur jeunesse de fervents partisans de sa doctrine.  
Parmi les principaux adversaires du wolffianisme, on peut citer Johann Franz Buddeus (1667-1729), August Hermann Francke (1663-1727), Joachim Lange (1670-1744), Andreas Rüdiger (1673-1731), Adolph Friedrich Hoffmann (1703-1741), Christian August Crusius (1715-1775), Joachim Georg Darjes (1714-1791).

## Sources
- Max Wundt, Die deutsche Schulphilosophie im Zeitalter der Aufklärung. Tübingen 1945 (Nachdruck G. Olms, Hildesheim 1964, 1992)
- Ernst Cassirer, La Philosophie des Lumières, éd. Fayard, Paris, 1990, 356 p.
- Sur le déclin du wolffianisme, on lira utilement : Michel Puech, Kant et la Causalité, éd. Vrin, Paris, 1990. Chapitre 3 : La crise de la métaphysique, p. 129-222.